# Дюби-Мюллер, Виржини
Виржини Дюби-Мюллер (фр. Virginie Duby-Muller; род. 16 августа 1979, Бонвиль) — французский политик, лидер фракции партии «Республиканцы» в Национальном собрании (с 2022).

## Биография
В 1997 году завершила трёхлетний курс в гренбольском Институте политических исследований, специализируясь на теме государственной службы (позднее получила там же диплом DESS по предпринимательству). В 2002—2012 годах работала помощницей депутата Национального собрания от Верхней Савойи Жана-Марка Шавана, а с 2007 года одновременно исполняла те же функции для депутата Клода Бирро.
В 2008—2012 годах являлась муниципальным депутатом Сьонзье, с 2012 по 2015 год — депутат регионального совета Рона-Альпы.
По итогам парламентских выборов 2012 года была избрана от Союза за народное движение в Национальное собрание, победив во втором туре голосования в 4-м округе Верхней Савойи социалиста Гийома Мателье (Guillaume Mathelier) с результатом 55,5 % (в первом туре голосования получила 31,39 %).
В 2017 году переизбрана в качестве кандидата Республиканцев, проиграв первый тур кандидатке президентской макронистской партии «Вперед, Республика!» Лоре Девен (Laura Devin) с результатом 32,62 % против 36,58 %, но набрав во втором туре 54,63 %.
19 мая 2022 года после отставки председателя парламентской фракции Республиканцев Дамьена Абада стала исполнять его обязанности на период до парламентских выборов в июне.